# Leo Portelli
Leo Portelli (ur. 31 grudnia 1946) – maltański łucznik, uczestnik letnich igrzysk olimpijskich.
Portelli reprezentował Maltę na Letnich Igrzyskach Olimpijskich 1980 w Moskwie. Z wynikiem 1807 punktów zajął ostatnie, 38. miejsce w klasyfikacji końcowej.